# Fédération de football du Soudan du Sud
La Fédération de football du Soudan du Sud (en anglais : South Sudan Football Association (SSFA)) est une association regroupant les clubs de football du Soudan du Sud et organisant les compétitions nationales et les matchs internationaux de la sélection du Soudan du Sud.

## Histoire
La fédération nationale du Soudan du Sud est fondée en avril 2011, avant même l'accession à l'indépendance en juillet. Elle est membre de la Confédération africaine de football (CAF) depuis le 10 février 2012 et son entrée au sein de la Fédération internationale de football association (FIFA) est prévue pour 2014. En mai 2012, le Soudan du Sud intègre le Council for East and Central Africa Football Association (CECAFA), une confédération d'Afrique centrale et de l'Est.
Le Congrès de la FIFA qui se tient le 25 mai 2012 adopte un amendement à la procédure d'admission, supprimant la condition d'avoir été membre d'une confédération pendant une durée minimale de deux ans.
La Fédération sud-soudanaise devient le 209e membre de la FIFA, après un vote de ce même Congrès, par 98 % de voix favorables.